# Shotmaker
Shotmaker war eine Emocore-Band aus Belleville, Ontario / Kanada, die Anfang bis Mitte der 90er Jahre existierte.

## Geschichte
Die dreiköpfige Band gründet sich 1993. Schon im selben Jahr erscheint mit Little Kid die erste EP der Band. Insgesamt bringt es die Band auf vier EPs und drei Alben, ehe sie sich 1996 auflöst.
Die Band entsteht in einer Zeit, in der gerade im Norden und Nordosten der USA einige Bands einen Indierock-Stil spielen, der auch als Emo bezeichnet wird. Durch den kommerziellen Erfolg dieses Stils wird der Begriff teilweise nur noch mit diesem Stil in Verbindung gebracht. So werden auch die emotional Hardcore-Punk spielenden Shotmaker oft mit diesem Indie-Sound zumindest verglichen.
Im Jahr 2000 veröffentlicht die Band die komplette Diskografie bei Troubleman Records.
Sie gehörten zu den wenigen Emocore-Bands aus der kanadischen Hardcore-Punk-Szene, die auch in den USA eine gewisse Bekanntheit erlangte. So heißt es auf der inoffiziellen Seite:

“They are one of the few Canadians to take on the underground punk/hardcore/emo scene in an American dominated scene.”

## Stil
Shotmaker spielten einen Emocore-Stil, der zwar geprägt war durch die zu dieser Zeit – gerade im Norden der USA – aufkommenden sogenannten Indie-Emobands, dennoch aber auf die typischen Elemente des emotionalen Hardcore baut. So etwa leises wisperndes Singen und laute Schreiausbrüche, laute, harte chaotische Gitarren und sanftere, monotonere Zwischenspiele gebaut auf experimentellem Mid-Tempo D.C. Sound Hardcore.
Charakteristisch für ihren Sound sind die ausgeprägter als sonst üblichen Basslinien.
Auf der inoffiziellen Seite ist über den Sound zu lesen:

“Esoteric lyrics, insane lab scientist screams, masterful bass playing, and crushing guitar riffs is Shotmaker.”

Ihr Einfluss auf das Genre ist sehr stark. So auch auf die an der Westküste der USA entstehenden härteren Emo- bzw. Screamobands.
In einem Text über die Band heißt es dazu:

“Shotmaker are also early progenitors of the current emo explosion, with their loud soft approach, complex guitar passages and screamy vocals. Though this is really just hardcore at its embroiled, impassioned best. […] Shotmaker kind of follows the melody-through-chaos approach of other hardcore/emo bands- slightly like, say, the Swing Kids - and approaching at some times the full-on screamo sound”

## Diskografie

### Singles/EPs
- Little Kid, 7" (1993, Kung-Fu Manticore)
- Bull 7" (1994, Kung-Fu Manticore)
- Split 7", w/ Watershed (1994, Vital Communications)
- Split 12", w/ Maximillian Colby (1995, Nervous Wreck Kids)

### Alben
- The Crayon Club (1994, The Great American Steak Religion)
- Mouse Ear (Forget-Me-Not) (1996, Troubleman Unlimited)
- The Complete Discography: 1993–1996 (2000, Troubleman Unlimited)

### Samplerbeiträge
- All The President’s Men (1994, Old Glory Records, Song: Pilot)
- Heartattack #10 (1996, Ebullition Records, Song: 7:14)